# Bauer Cup 2004
Il Bauer Cup 2004 è stato un torneo di tennis facente parte della categoria ATP Challenger Series nell'ambito dell'ATP Challenger Series 2004. Il torneo si è giocato a Eckental in Germania dal 15 al 21 novembre 2004 su campi in sintetico indoor.

## Vincitori

### Singolare
Alexander Waske ha battuto in finale  Lars Burgsmüller con il punteggio di 7–5, 7–6(15)

### Doppio
Christopher Kas /  Philipp Petzschner hanno battuto in finale  Daniele Bracciali /  Petr Luxa con il punteggio di 6–4, 7–6(5)